# Championnat de France de hockey sur glace 1906-1907
Saison suivante
La saison 1906-1907 est la première saison du championnat de hockey sur glace de France.

## Phase éliminatoire (championnat du Lyonnais)
- 10 janvier 1907 : Sporting Club de Lyon 7 - 0 Hockey Club Lyon
- 15 janvier 1907 : Hockey Club Lyon - Star Club Lyon
- 18 janvier 1907 : Sporting Club de Lyon - Star Club Lyon

## Finale
- 26 janvier 1907 (Lyon) : Sporting Club de Lyon 8 - 2 Patineurs de Paris (3-1, 5-1)

## Bilan
Le Sporting Club de Lyon est champion de France.

## Référence
- Marc Branchu, « Championnat de France 1906/07 », sur www.hockeyarchives.info (consulté le 12 mars 2010)